# Иван Гинчев
Иван Славов Гинчев (Йонко)  е български политик от БКП, партизански деец и офицер от БНА.

## Биография

### Произход, образование и младежки години
Иван Гинчев е роден на 11 април 1918 г. в сливенското село Малко Чочовени. Има завършен IV клас. Член е на БРП (т.с.) от 1938 г.
Преминава в нелегалности и от есента на 1941 г. е партизанин. В началото на 1942 г. е командир на Партизанска чета „Георги Георгиев“, която прераства в отряд. Организатор и създател на Партизански отряд „Хаджи Димитър“ и негов командир. Участва в Съпротивителното движение по време на Втората световна война срещу Нацистка Германия. Партизанин е и неговият брат Къньо Гинчев (Агата), заместник командир на отряда, както и по-малкият му брат Койчо Гинчев.
На 7 юни 1944 година полицията изгаря родния дом на семейството му и след особено жестоки мъчения умъртвява майка му Куна Гинчева и най-малкият му брат Гинчо Гинчев.

### Военна и политическа дейност
След 9 септември 1944 г. е репресиран извънсъдебно във връзка с процеса срещу Трайчо Костов и заговора на Иван Тодоров-Горуня. Реабилитиран е посмъртно през 1990 година, чрез обнародване в Държавен вестник. През 1952 г. получава „Временна забрана да заема ръководни постове в БКП“, затова че по негово предложение е осъден партизанина Никола Койчев (Страхил) на смърт и разстрелян лично от него и затова, че е взел активно участие в ликвидирането чрез тежки инквизиции на Иван Мухлев. Командир на дружина в Танкова дивизия през 1947 г.

## Творчество
Иван Гинчев е автор на мемоарните книги „Партизани“ и „Моето малко братче Гинчо“.